# Michael P. Anderson
Michael Phillip Anderson (25 decembrie 1959 – 1 februarie 2003) a fost un ofițer în United States Air Force și astronaut NASA. A zburat pentru prima dată în naveta spațială Endeavour în 1998 ca specialist al misiunii. A făcut parte din misiunea STS-107, fiind unul dintre cei șapte membri ai echipajului care au murit în Dezastrul navetei spațiale Columbia.